# 4 di sera Weekend
4 di sera Weekend è un programma televisivo italiano e spin-off di 4 di sera di genere talk show, politico e rotocalco, in onda su Rete 4 e in simulcast su TGcom24 dal 7 settembre 2024 in access prime time ogni sabato e domenica con la conduzione di Roberto Poletti e Francesca Barra fino al 29 giugno 2025 e di Costanza Calabrese dal 5 luglio 2025. Il programma viene trasmesso in diretta dallo studio 15 del Centro di produzione Mediaset di Cologno Monzese.

## Il programma
Il programma, nato come spin-off di 4 di sera (in onda su Rete 4 dal 25 giugno 2024) e come rotocalco di approfondimento quotidiano in onda ogni sabato e domenica nella fascia dell'access prime time di Rete 4, è realizzato dalla testata giornalistica italiana Videonews, curato da Alessandro Usai e oltre a mantenere il format di un talk show, tratta le vicende legate all'attualità, alla cronaca, alla politica, all'economia e alla società, con l'ausilio di servizi e della presenza di ospiti in studio e in collegamento, pronti ad intervenire sulle varie tematiche. Le repliche del programma vanno in onda su Rete 4 la domenica e il lunedì poco prima delle 6:00 (fino al 29 settembre 2024 andavano in onda poco prima delle 7:00).

## Edizioni
| Edizione | Edizione | Anno               | Conduzione         | Conduzione      | Periodo          | Periodo        | Puntate    | Puntate        | Regia              | Studio                                                         |
| Edizione | Edizione | Anno               | Conduzione         | Conduzione      | Inizio           | Fine           | Quotidiane | Speciali       | Regia              | Studio                                                         |
| -------- | -------- | ------------------ | ------------------ | --------------- | ---------------- | -------------- | ---------- | -------------- | ------------------ | -------------------------------------------------------------- |
|          | 1ª       | 2024-2025          | Roberto Poletti    | Francesca Barra | 7 settembre 2024 | 29 giugno 2025 | 86         | 1              | Lorenzo Annunziata | Studio 15 del Centro di produzione Mediaset di Cologno Monzese |
| Estate   | 2025     | Costanza Calabrese | Costanza Calabrese | 5 luglio 2025   | in corso         | 14             | –          | Enrico Rubetti |                    | Studio 15 del Centro di produzione Mediaset di Cologno Monzese |

### Prima edizione (2024-2025)
La prima edizione di 4 di sera Weekend, con la conduzione di Roberto Poletti e Francesca Barra (già conduttori della prima edizione del programma originale), è andata in onda dal 7 settembre 2024 al 29 giugno 2025, ogni sabato e domenica nella fascia dell'access prime time dalle 20:30 alle 21:20 (ad eccezione della puntata del 12 ottobre 2024, che è stata allungata fino alle 21:45), in diretta dallo studio 15 del Centro di produzione Mediaset di Cologno Monzese. È tornato attivo il numero WhatsApp, in cui i telespettatori possono interagire con i conduttori nel corso della diretta, utilizzato nella prima edizione del programma originale. Dalla puntata del 5 ottobre 2024 la sigla nella parte musicale e l'animazione della scomparsa del logo per l'ingresso in studio sono stati leggermente modificati (compresa la puntata del 23 marzo 2025 la quale non è stata aperta con l'ingresso in studio dei conduttori), mentre dalla puntata del 26 ottobre sono cambiate le immagini della sigla iniziale. Il 28 dicembre 2024 e il 4 maggio 2025 il programma è stato condotto solamente da Roberto Poletti, in quanto Francesca Barra è stata assente, rispettivamente, per motivi familiari e per l'impegno da opinionista nel reality The Couple - Una vittoria per due. Il 1º marzo 2025, dopo la consueta puntata, è andata in onda una puntata speciale in prima serata intitolata 4 di sera Weekend Speciale, dedicata allo scontro tra Donald Trump e Volodymyr Zelens'kyj alla Casa Bianca e condotta da Roberto Poletti e Francesca Barra.
Estate (2025)
L'edizione estiva della prima edizione di 4 di sera Weekend, con la conduzione di Costanza Calabrese, va in onda dal 5 luglio 2025, ogni sabato e domenica nella fascia dell'access prime time dalle 20:30 alle 21:20, in diretta dallo studio 15 del Centro di produzione Mediaset di Cologno Monzese. Inoltre la sigla e le grafiche sono state rinnovate nei colori, è stato rimosso il numero WhatsApp presente nell'edizione classica e il bumper intermezzo viene utilizzato solamente in apertura dei servizi (tranne per la prima puntata dove non è stato proprio usato).

## Speciali
| Puntata | Anno | Conduzione      | Conduzione      | Titolo                     | Messa in onda | Argomenti della puntata                                          | Orario      | Programmazione | Programmazione | Programmazione | Programmazione | Programmazione | Programmazione | Programmazione | Collocazione | Studio                                                         | Ascolti        | Ascolti | Ascolti |
| Puntata | Anno | Conduzione      | Conduzione      | Titolo                     | Messa in onda | Argomenti della puntata                                          | Orario      | L              | M              | M              | G              | V              | S              | D              | Collocazione | Studio                                                         | Telespettatori | Share   | Fonte   |
| ------- | ---- | --------------- | --------------- | -------------------------- | ------------- | ---------------------------------------------------------------- | ----------- | -------------- | -------------- | -------------- | -------------- | -------------- | -------------- | -------------- | ------------ | -------------------------------------------------------------- | -------------- | ------- | ------- |
| 1       | 2025 | Roberto Poletti | Francesca Barra | 4 di sera Weekend Speciale | 1º marzo 2025 | Scontro tra Donald Trump e Volodymyr Zelens'kyj alla Casa Bianca | 21:30-22:30 |                |                |                |                |                |                |                | Prima serata | Studio 15 del Centro di produzione Mediaset di Cologno Monzese | 709 000        | 4,00%   | [ 8 ]   |

## Programmazione
| Edizione | Edizione | Rete televisiva | Rete televisiva | Anno      | Stagione      | Orario      | Durata | Programmazione | Programmazione | Programmazione | Programmazione | Programmazione | Programmazione | Programmazione | Collocazione      |
| Edizione | Edizione | Locale          | Simulcast       | Anno      | Stagione      | Orario      | Durata | L              | M              | M              | G              | V              | S              | D              | Collocazione      |
| -------- | -------- | --------------- | --------------- | --------- | ------------- | ----------- | ------ | -------------- | -------------- | -------------- | -------------- | -------------- | -------------- | -------------- | ----------------- |
|          | 1ª       | Rete 4          | TGcom24         | 2024-2025 | estate-estate | 20:30-21:20 | 50 min |                |                |                |                |                |                |                | Access prime time |
| Estate   | 2025     | Rete 4          | TGcom24         | estate    |               | 20:30-21:20 | 50 min |                |                |                |                |                |                |                | Access prime time |